# Dana Kremer
Dana Kremer (* 1. September 1997) ist eine ehemalige deutsche Tennisspielerin.

## Karriere
Kremer, die mit fünf Jahren das Tennisspielen begann, bevorzugt dabei laut ITF-Profil Sandplätze. Sie spielt überwiegend Turniere auf dem ITF Women’s Circuit, bei denen sie bislang einen Einzeltitel gewonnen hat.
Ihr letztes Match bestritt sie 2017 in der Einzelkonkurrenz in Butscha, wo sie in der ersten Runde gegen Yuliya Lysa ausschied.

## Turniersiege

### Einzel
| Nr. | Datum           | Turnier          | Kategorie   | Belag | Finalgegnerin | Ergebnis      |
| --- | --------------- | ---------------- | ----------- | ----- | ------------- | ------------- |
| 1.  | 27. August 2017 | Wanfercée-Baulet | ITF $15.000 | Sand  | Julie Gervais | 6:3, 4:6, 6:1 |